# Idade geológica

Representação em formato de relógio mostrando algumas unidades geológicas e alguns eventos da história da Terra.

Uma idade geológica é uma subdivisão do tempo geológico que divide uma época em partes menores. Uma sucessão de estratos rochosos estabelecidos em uma única era na escala de tempo geológica é um andar.

## Histórico
No final do século XVIII, a névoa de misticismo que tendia a obscurecer a verdadeira natureza da Terra estava sendo varrida. Estudos de cientistas mostraram que as rochas tinham origens diversas. Algumas camadas rochosas, contendo restos fósseis claramente identificáveis de peixes e outras formas de vida aquática de animais e plantas, originalmente formadas no oceano. Outras camadas, constituídas por grãos de areia limpos pelas ondas, obviamente se formaram como depósitos de praia que marcavam as margens dos mares antigos. Certas camadas têm a forma de barras de areia e bancos de cascalho - detritos de rochas se espalham pela terra por córregos. 
Algumas rochas já foram fluxos de lava ou leitos de cinzas e cinzas jogadas para fora de vulcões antigos; outros são porções de grandes massas de rocha que já foram derretidas e que esfriaram muito lentamente abaixo da superfície da Terra. Outras rochas foram tão transformadas pelo calor e pela pressão durante o levantamento e a flambagem da crosta terrestre em períodos de construção nas montanhas que suas características originais foram eliminadas. A partir dos resultados de estudos sobre as origens dos vários tipos de rochas (petrologia), juntamente com os estudos de camadas de rochas e a evolução da vida, hoje os geólogos reconstroem a sequência de eventos que moldaram a superfície da Terra.
Os nomes usados para designar as divisões do tempo geológico são uma mistura de trabalhos que marcam destaques no desenvolvimento histórico da ciência geológica nos últimos 200 anos. Quase todo nome significa a aceitação de um novo conceito científico - um novo degrau na escada do conhecimento geológico.
A descoberta da deterioração radioativa natural do urânio em 1896 abriu novas perspectivas na ciência. Em 1905, Rutherford fez a primeira sugestão clara para o uso da radioatividade como uma ferramenta para medir diretamente o tempo geológico; pouco depois, em 1907, o professor B. B. Boltwood publicou uma lista de idades geológicas baseadas na radioatividade. Ele mostrou corretamente que a duração do tempo geológico seria medida em termos de centenas a milhares de milhões de anos.  Um subproduto da pesquisa atômica tem sido o desenvolvimento e aperfeiçoamento contínuo dos vários métodos e técnicas usados para medir a idade dos materiais da Terra. Datações precisas de idades geológicas são feitas desde 1950.  
Datar rochas por cronometristas radioativos são procedimentos laboratoriais complexos. O número de isótopos pai e filha em cada amostra é determinado por vários tipos de métodos analíticos. A principal dificuldade reside em medir quantidades muito pequenas de isótopos.